# سبنسر جونسون
سبنسر جونسون (بالإنجليزية: Spencer Johnson)‏ (1938- 2017 م) كاتب وأديب أمريكي، معروف بسلسلة حكايات قيمة ‏ للأطفال، وكتابه التحفيزي من الذي حرك قطعة الجبن الخاصة بي؟، الذي دخل قائمة نيويورك تايمز لأكثر الكتب مبيعًا. وهو رئيس «شركاء سبنسر جونسون».

## سيرته
ولد سنبسر جونسون في ميتشل (داكوتا الجنوبية)، يوم 24 نوفمبر 1938م. تخرج في ثانوية نوتر دام ‏ في شيرمان واكس، كاليفورنيا، عام 1957. ونال شهادة بكالوريوس الفن في علم النفس من جامعة كاليفورنيا الجنوبية عام 1963، ودرجة طبية من كلية الجراحين الملكية في إيرلندا. وكان يعيش في هاواي ونيوهامبشير.

## مؤلفاته
1. سلسلة حكايات قيمة للأطفال.
2. «نعم» أو «لا»: الدليل لقرارات أفضل، 1992.
3. من الذي حرَّك قطعة الجبن الخاصة بي؟ 1998.
4. الهدية: متعة العيش في الحاضر (ترجمه إلى العربية بتصرف ياسر العيتي)
5. سلسلة مدير الدقيقة الواحدة بالاشتراك مع كاتب الإدارة كين بلانشارد، (كل كاتب أضاف كتابه الخاص في السلسلة).
6. قمم ووديان.

ترجمت كتب جونسون إلى ست وعشرين لغة.

## وفاته
توفي سبنسر جونسون في سان دييغو، بتاريخ 3 يوليو 2017م.

## روابط خارجية
- سبنسر جونسون على موقع ميوزك برينز (الإنجليزية)